# الفجر (جريدة فلسطينية)
كانت الفجر جريدة يقع مقرها في القدس الشرقية وكانت متداولة من 1972 إلى 1993. وكانت الجريدة بمثابة ناطق غير رسمي لمنظمة التحرير الفلسطينية.

## تاريخها
أسس يوسف نصري نصر الجريدة في القدس الشرقية في 1972. وظهر العدد الأول منها في 7 أبريل 1972. وكانت تصدر أسبوعياً حتى 5 يونيو 1974 عندما أصبحت تُصدر يومياً. كما تولى يوسف نصري نصر تحريرها منذ البداية ولغاية اختفاؤه في فبراير 1974. ثم تولى محمد البطراوي تحرير جريدة الفجر حتى 1976، ثم أصبح بشير البرغوثي رئيساً لتحريرها. وكان بول عجلوني هو ناشر الجريدة، ثم تولى إدارتها في 1974 بعد اختفاء صهره يوسف نصري نصر.
وكانت هناك طبعة إنجليزية من جريدة الفجر وظهرت أسبوعياً في القدس وواشنطن العاصمة في الفترة ما بين 23 أبريل 1980 و16 أغسطس 1993. كان بشارة بحبح رئيساً لتحرير الطبعتين العربية والإنجليزية للفجر لمدة عام واحد بين عامي 1983 و1984. ضمت الجريدة أيضاً ملحق أدبي شهري.
كانت جريدة الفجر مقرّبة من منظمة التحرير الفلسطينية. وضمت بعض المساهمين فيها من أعضاء فتح. ذكر خالد أبو طعمة، وهو صحافي فلسطيني من عرب 48، وعمل في الجريدة، في 2004 إنها كانت تخضع لرقابة صارمة من قبل مكتب زعيم منظمة التحرير الفلسطينية ياسر عرفات في تونس وأنها كانت بمثابة إحدى مؤسسات منظمة التحرير الفلسطينية. وقد حظيت الجريدة بشعبية كبيرة بين الشباب وكانت قريبة من حركة فتح، الحزب السياسي الوطني الفلسطيني في منظمة التحرير.
خضعت الجريدة لرقابة متزايدة في أعقاب الغزو الإسرائيلي للبنان في 1982، كغيرها من الصحف العربية في إسرائيل. وحظرت إسرائيل توزيعها في الضفة الغربية في يوليو 1982.
توقفت جريدة الفجر في يوليو 1993 نتيجة مشاكل مالية. وكان توزيعها اليومي يبلغ 3000 نسخة فقط قبل إغلاقها. وكان حنا سنيورة آخر رئيس تحرير لصحيفة الفجر والذي شغل هذا المنصب منذ 1978.

## النسخ المؤرشفة
يحتفظ المتحف الفلسطيني بنسح مؤرشفة من أعداد الفجر. كذلك يحتفظ مركز تعليم السلام بجامعة ميشيغان الحكومية بأعداد مؤرشفة لها نُشرت في الفترة ما بين 28 يونيو 1985 و30 سبتمبر 1991. وتمتلك مكتبة جامعة شيكاغو أيضاً أرشيفاً جزئياً للجريدة.